# Anacis stangeorum
Anacis stangeorum är en stekelart som beskrevs av Porter 1970. Anacis stangeorum ingår i släktet Anacis och familjen brokparasitsteklar. Inga underarter finns listade i Catalogue of Life.